# تنشو
تنشو (به ژاپنی: 天正 Tenshō) نام دوره ژاپنی بود که این دوره بعد از گنکی و قبل از بونروکو قرار داشت. این دوره از ژوئیه ۱۵۷۳ تا دسامبر ۱۵۹۲ به طول انجامید.در طی این دوره امپراتور اوگیماچی و امپراتور گو-یوزی حکمرانان ژاپن بودند.

## وقایع دوره تنشو
- ۱۵۷۳ (تنشو ۱, ماه هفتم): آشیکاگا یوشی‌آکی جایگاه خود را به عنوان شوگون از دست داد و به یک راهب بودایی تبدیل شد. وی نام شو-سان را بر خود گذاشت.[۲]
- ۱۵۷۴ (تنشو ۲, ماه اول): وقوع شورش فرقه‌ای در ولایت اچیزن
- ۱۵۷۴ (تنشو ۲, ماه نهم): سرکوب شورش فرقه‌ای در ناگاشیما
- '۱۵۷۵ (تنشو ۳, پنجمین ماه ): تاکدا کاتسویوری لشکری را به ولایت توتومی رهبری کرد و در آنجا قلعه ناگاشینو را محاصره کرد. توکوگاوا از قلعه دفاع کرد. و توکوگاوا ایه‌یاسو از اودا نوبوناگا کمک گرفتند. در پاسخ، نوبوناگا و پسرش نوبوتادا با نیروی زیادی به ناگاشینو رسیدند. در ادامه نبرد ناگاشینو مهاجمان تاکدا مجبور به عقب‌نشینی شدند.[۳]
- ۱۵۷۶ (تنشو ۴): تاکدا کاتسویوری دستور بازسازی زیارتگاه سنگن را در پایگاه کوه فوجی در ولایت سوروگا داد.[۴] ساخت قلعه آزوچی آغاز می‌شود.
- '۱۵۷۹ (تنشو ۷, پنجمین ماه ): مناظرات فرقه آزوچی در قلعه آزوچی.
- ۱۵۷۹ (تنشو ۷, ششمین ماه ): آکچی میتسوهیده خودش را استاد ولایت تانبا می‌کند.[۵]
- '۱۵۷۹ (تنشو ۷, دهمین ماه ): اودا نوبوکاتسو اولین بار نبرد تنشو ایگا را راه اندازی می‌کند و با شکست او به پایان می‌رسد.
- '۱۵۸۰ (تنشو ۸, یازدهمین ماه ): ولایت کاگا شورش فرقه ای سرکوب شد.[۵]
- ۱۵۸۱ (تنشو ۹, نهمین ماه ): اودا نوبوناگا دومین نبرد تنشو ایگا را دوباره راه اندازی می‌کند، با پیروزی به پایان می‌رسد و ایگا تحت کنترل نوبوکاتسو باقی می‌ماند.
- ۱۵۸۲ (تنشو ۱۰): تاکدا کاتسویوری شکست مطلق توسط نیروهای اودا نوبوناگا منجر به تخریب سازه‌های ساخته شده توسط تاکدا در معبد آسامه شد.[۴]
- ۱۵۸۲ (تنشو ۱۰, سومین ماه ): نبرد تنموکوزان.[۶]
- '۱۵۸۲ (تنشو ۱۰, ششمین ماه ): حادثه معبد هوننو،[۷] نبرد یامازاکی،[۸] شورای کیوسو.
- '۲۰ فوریه ۱۵۸۲ (تنشو 10, 28th روز اول ماه): یک مأموریت یا سفارت ژاپنی به اروپا (تنشو Ken'ō Shisetsu) از ناکازاکی کشتی گرفت و اعضای آن تا سال ۱۵۹۰ باز نخواهند گشت. از الساندرو والیگنانو. اگرچه کمتر از مأموریت دیپلماتیک هاسه‌کورا تسونه‌ناگا در سریر مقدس (معروف به «سفارت کیچو (دوره)») در ۱۶۱۳–۱۶۲۰،[۹] این ابتکار دیپلماتیک تاریخی یک دستاورد قابل توجه باقی مانده است. این مأموریت گاهی به عنوان «سفارت تنشو» شناخته می‌شود زیرا در دوره «تنشو» آغاز شد. این سرمایه گذاری توسط سه «دایمیو» از ژاپن غربی – اومورا سومیتادا، اوتومو سورین و آریما هارونوبو سازماندهی شد.[۱۰]
- ۱۵۸۳ (تنشو ۱۱, چهارمین ماه ): نبرد شیزوگاتاکه.[۱۱]
- ۱۵۸۴ (تنشو ۱۲, چهارمین ماه ): نبرد کوماکی و ناگاکوته.[۱۲]
- ' ۱۵۸۴ ۱۰ اوت (تنشو ۱۲، پانزدهمین روز از ماه هفتم): گروه اعزامی تنشو وارد لیسبون شد.<ref. name="nussbaum961"/>
- ۱۵۸۵ (تنشو ۱۳, هفتمین ماه ): تویوتومی هیده‌یوشی توسط اوگیماچی موقعیت «کانپاکو و سشو» داده شده است.[۱۳]
- ۱۵۸۶ ۱۷ دسامبر ("تنشو ۱۴، هفتمین روز از ماه یازدهم"): اوگیماچی زمام حکومت را به نوه خود سپرد که امپراتور گو-یوزئی شد. از زمان کناره‌گیری امپراتور گو-هانزونو در کانشو ۵، چنین امپراتوری وجود نداشته است. کمبود استعفا به دلیل وضعیت آشفته کشور و این واقعیت است که هیچ خانه‌ای وجود نداشته است که در آن امپراتور سابق می‌توانست برای حمایت از او زندگی کند یا پول اضافی در خزانه‌داری داشته باشد.[۱۴]
- ۱۵۸۶ (تنشو ۱۴, دوازدهمین ماه ): ازدواجی بین آساهی هیمه، کوچک‌ترین خواهر هیده‌یوشی و توکوگاوا ایه‌یاسو ترتیب داده می‌شود.[۱۵]
- ۱۵۸۶ (تنشو ۱۴, دوازدهمین ماه ): کامپاکو، تویوتومی هیده‌یوشی، نامزد دریافت دایجو-دایجین شد.[۱۵]
- ۱۵۸۶ (تنشو ۱۴, دوازدهمین ماه ): زمین‌لرزه ۱۵۸۶ تنشو به منطقه چوبو حمله کرد و ۸۰۰۰ نفر را کشت.[۱۶]
- ۱۵۸۷ (تنشو ۱۵): سکه‌های طلا یا نقره به نام «تنشو -tsūhō» ضرب می‌شد. سکه‌های طلا ("تنشو -ōban" اوبان) ۱۶۵ گرم وزن داشتند. و ارزش این سکه‌های بیضی شکل ۱۰ "ریو (سکه طلا)" بود.[۱]
- ۱۵۸۸ (تنشو ۱۶, هفتمین ماه ): امپراتور گو-یوزی بازدید از عمارت تویوتومی هیده‌یوشی، شکار شمشیر فرمان
- ۱۵۹۰ (تنشو ۱۸, هفتمین ماه ): هیده یوشی ارتشی را به سمت کانتو رهبری کرد، جایی که قلعه اوداوارا را محاصره کرد. هنگامی که قلعه سقوط کرد، هوجو اوجیماسا مرد و برادرش، هوجو اوجینائو تسلیم قدرت هیده‌یوشی شد، بنابراین به دوره‌ای از جنگ داخلی زنجیره‌ای پایان داد که از دوران اونین (۱۴۶۷) بدون وقفه ادامه داشت. .[۱۷]
- ۱۵۹۲ (تنشو ۲۰, چهارمین ماه ): تهاجم ژاپن به کره (۱۵۹۸–۱۵۹۲) با محاصره بوسان شروع می‌شود.

در سالهای ۱۵۸۹–۱۵۹۰ (در بیست و سومین سال سلطنت پادشاه سئونجو)، یک هیئت دیپلماتیک به رهبری هونگ یون-گیل به ژاپن فرستاده شد.سفیر چوسون توسط هیده‌یوشی پذیرایی شد.

## در فرهنگ عامه
داستان تخیلی فیلم کلاسیک آکیرا کوروساوا بنام هفت سامورایی در سال پانزدهم دوره تنشو رخ داده است.